# Leptalpheus pacificus
Leptalpheus pacificus är en kräftdjursart som beskrevs av A. H. Banner och D. M. Banner 1974. Leptalpheus pacificus ingår i släktet Leptalpheus och familjen Alpheidae. Inga underarter finns listade i Catalogue of Life.